# Sitemap
Una sitemap, o site map, o semplicemente mappa, è una pagina Web che elenca gerarchicamente tutte le pagine di un sito web. Nata per facilitare la navigazione dell'utente all'interno del sito, ha poi avuto una notevole importanza nell'attività di scansione della Rete da parte dei crawler dei motori di ricerca.

## Sitemap XML
Così come la semplice sitemap anche la Sitemap XML è una lista di link. Introdotta da Google con il servizio Google Sitemaps, e poi utilizzata anche da Yahoo! e MSN, permette ai webmaster di menzionare all'interno di un file XML, e non solo, tutti gli URL delle pagine di un determinato sito web che si desidera sottoporre al motore di ricerca.
In questo modo anche i siti dinamici possono fornire URL corretti permettendo una indicizzazione più intelligente.
Il protocollo è regolamentato dalla Attribution-ShareAlike Creative Commons License che ne ha reso possibile l'uso anche ad altri motori di ricerca.

## Quali sono i vantaggi di una sitemap?
Per far "vedere" il sito web ai motori di ricerca si usa spesso la costruzione di link. Cioè, sono dei riferimenti ad altre pagine che reindirizzano l’utente al sito web. Quando una pagina non ha link in entrata, può passare inosservata al bot.

Quindi, è utile indicare a Google da cosa è composta la sitemap, questo renderà il lavoro del motore di ricerca molto più facile ed immediato. Inoltre, ogni link fa vedere le date dell’aggiornamento del contenuto. Questo farà si che tutte le pagine verranno riletti dal crawler. Google predilige i siti web che aiutano il bot nella lettura, questa è una pratica consigliata e premiata dal motore di ricerca.

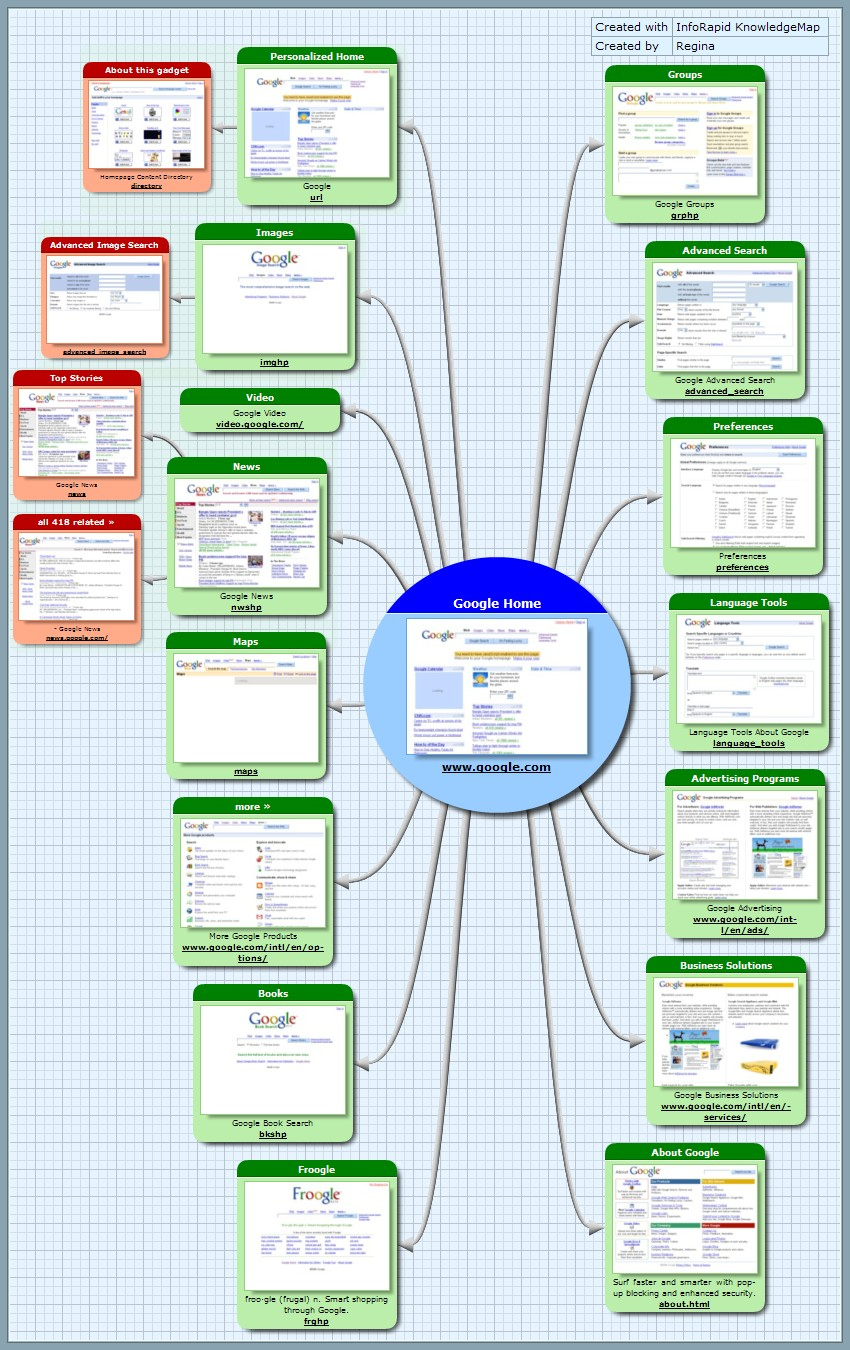
Sitemap di Google

## Esempi
Ecco un esempio:
```
<?xml version="1.0" encoding="UTF-8"?>

<urlset
 
xmlns=
"http://www.sitemaps.org/schemas/sitemap/0.9"
>

  
<url>

    
<loc>
http://www.esempio.it
</loc>

    
<lastmod>
2012-01-23
</lastmod>

    
<changefreq>
weekly
</changefreq>

    
<priority>
1
</priority>

  
</url>

  
<url>

    
<loc>
http://www.esempio.it?id=7
</loc>

    
<lastmod>
2012-01-23
</lastmod>

    
<changefreq>
monthly
</changefreq>

    
<priority>
0.8
</priority>

  
</url>

  
<url>

    
<loc>
http://www.esempio.it?id=9
</loc>

    
<lastmod>
2012-01-23
</lastmod>

    
<changefreq>
monthly
</changefreq>

    
<priority>
0.5
</priority>

  
</url>

</urlset>

```